# Banquet républicain

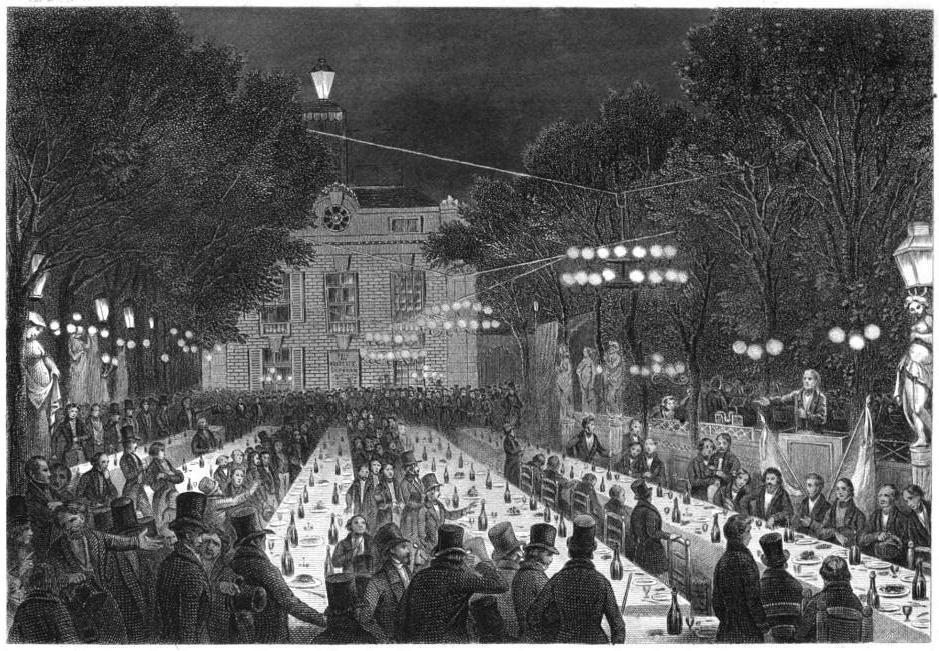
Le banquet du Château-Rouge (9 juillet 1847) ouvre la campagne des banquets.

Les banquets républicains, également appelés repas républicains ou repas civiques, sont des repas publics et politiques organisés depuis la Révolution française. 

## Histoire
La tradition du banquet républicain remonte à la Fête de la Fédération le 14 juillet 1790. Lors de ces repas souvent tenus en plein air dans des lieux populaires, l'accent est mis sur l'égalité des participants et sur les toasts portés aux fondamentaux de la République (la liberté, la constitution etc.) ou à l'actualité politique.
En 1829-1830, sous la Restauration, une campagne des banquets est organisée par la coalition libéraux-républicains afin de lutter contre la politique droitière de Jules de Polignac. Les républicains participent aux banquets organisés par les libéraux mais n'approuvent pas forcément les idées qui s'y diffusent. En avril 1830, Godefroy Cavaignac refuse de porter un toast au roi lors d'un banquet organisé par les 221 signataires de l'adresse à l'encontre de Polignac, chef du gouvernement de l'époque. Cette campagne, malgré les divergences qu'elle fait apparaître entre libéraux et républicains, sera l'un des facteurs qui feront que la Restauration sera renversée au profit de la monarchie de Juillet.
En 1847, sous la monarchie de Juillet, une campagne des banquets débouche sur la révolution de 1848 et l'avènement de la Deuxième République lorsque François Guizot tente d'interdire un banquet républicain à Paris le 19 février 1848. 
À la fin du XIXe siècle, les maires organisent des banquets républicains de plusieurs milliers de convives pour asseoir la popularité de la Troisième République. La tradition se perpétue encore au XXIe siècle.